# Richmond megye (New York)
Richmond megye az Amerikai Egyesült Államokban, azon belül New York államban található. Lakosainak száma 495 747 fő (2020. április 1.). Richmond megye Hudson, Middlesex, Kings és Union megyékkel határos.. A megye területe New York városának Staten Island kerületével azonos.

## Népesség
A megye népességének változása:
| Lakosok száma | 469 691 | 471 026 | 495 747 |
|               | 2010    | 2011    | 2020    |